# Adjuración
Adjuración es una especie de excomunión pronunciada contra los animales. Es lo que se llama más comúnmente exorcismo. Es también un mandato que se hace al demonio de parte de Dios para que salga del cuerpo de un poseído.
Esta palabra se deriva del latín adjurare, conjurar, solicitar con instancia y se ha llamado también fórmula del exorcismo, porque, casi siempre está concebida en estos términos: Adjurote spiritus inmunde, per Deum vivum, ut, etc. 
En el diccionario de jurisprudencia se ha vituperado a los curas que hacen adjuraciones o exorcismos contra las tempestades y contra los animales dañinos. 